# Terence Tao
Terence "Terry" Tao (tiếng Trung: 陶哲轩; sinh ngày 17 tháng 7 năm 1975) là nhà toán học mang quốc tịch Úc - Mỹ gốc Trung Quốc chuyên về giải tích điều hòa, phương trình đạo hàm riêng, lý thuyết tổ hợp, lý thuyết số giải tích và lý thuyết biểu diễn.
Anh hiện là giáo sư toán tại Đại học California, Los Angeles và trở thành người trẻ nhất được công nhận là giáo sư tại đây năm 24 tuổi. Anh là người đồng nhận Huy chương Fields vào tháng 8 năm 2006, tháng 9 năm 2006 được trao học bổng MacArthur và Giải thưởng Đột phá về Toán học năm 2014. Tháng 8 năm 2006, anh được trao giải cho những đóng góp về đại học từ năm lên 9. Anh là một trong số hai đứa trẻ duy nhất (cùng với Lenhard Ng) trong lịch sử chương trình nghiên cứu tài năng đặc biệt của Johns Hopkins đạt trên 700 điểm trong kì thi toán SAT khi mới 8 tuổi (anh được 760 điểm). Các năm 1986, 1987, và 1988, Tao là thí sinh nhỏ tuổi nhất tại thời điểm đó tham dự kì thi Olympic Toán quốc tế và giành lần lượt huy chương đồng, bạc và vàng.
Anh hiện giữ kỷ lục người từng đoạt 3 huy chương vàng, bạc, đồng trong lịch sử Olympiad và giành huy chương chỉ không lâu sau sinh nhật lần thứ 13. Lên 14 tuổi, Tao tham gia vào Viện Nghiên cứu Khoa học. Sang năm 15 tuổi, anh cho xuất bản bài luận văn đầu tiên của mình. Anh nhận bằng cử nhân và thạc sĩ năm 16 của Đại học Flinders dưới sự hướng dẫn của Garth Gaudry. Năm 1992 anh đoạt học bổng Fulbright để nghiên cứu luận án tiến sĩ tại Mỹ.
Từ năm 1992 đến năm 1996, anh là nghiên cứu sinh tại Đại học Princeton dưới sự hướng dẫn của Elias Stein, và nhận bằng tiến sĩ năm 21 tuổi. Anh gia nhập đội ngũ giảng dạy của Đại học California, Los Angeles năm 1996. Khi 24 tuổi, anh được phong học vị giáo sư toàn vẹn tại UCLA và là người trẻ nhất từng được cơ quan bổ nhiệm vào hàng ngũ này. Tao được công nhận là một trong những nhà toán học vĩ đại nhất còn sống và được mệnh danh là "Mozart của toán học."

## Tiểu sử

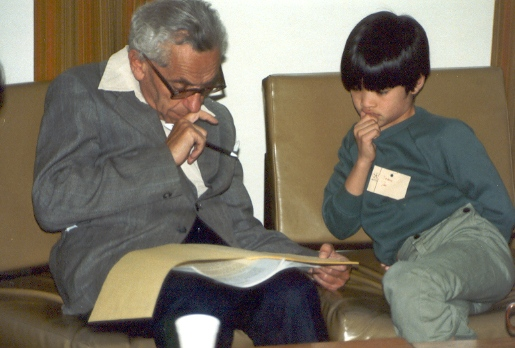
Tao và Paul Erdős năm 1985

Cha của Tao sinh ra và lớn lên ở Thượng Hải còn mẹ anh là người gốc Quảng Đông. Cha mẹ anh thuộc thế hệ những người đầu tiên di cư từ Hồng Kông sang Úc.
Cha anh, ông Billy Tao (Đào Tượng Quốc, tiếng Trung: 陶象國) làm bác sĩ nhi khoa, mẹ là Grace Tao, tốt nghiệp ngành vật lý và toán học của Đại học Hồng Kông, từng là giáo viên dạy toán cấp 2 ở Hồng Kông.
Tao có hai anh em trai đang sống tại Úc, đều từng đại diện chủ nhà Úc tham dự Olympic Toán học Quốc tế.
- Nigel Tao từng làm trong nhóm phát triển tại Google Australia sáng tạo Google Wave. Anh hiện đang làm việc cho ngôn ngữ lập trình Go.[13]
- Trevor Tao có hai học vị về toán học và âm nhạc và còn có mặt trong một cuốn sách về những người mắc hội chứng bác học.[13]

Tao nói được tiếng tiếng Quảng Đông nhưng không biết viết chữ Hán và không nói được tiếng Phổ thông.
Anh kết hôn với vợ tên Laura (làm kỹ sư tại Phòng Thí nghiệm Sức đẩy Phản lực của NASA). Cặp đôi có hai con, 1 trai và 1 gái, gia đình sống ở Los Angeles, California.

## Nghiên cứu và giải thưởng
Anh giành giải Salem vào năm 2000, giải tưởng niệm Bôcher năm 2002 và giải Clay năm 2003 cho những đóng góp về giải tích liên quan đến giả thuyết Kakeya và ánh xạ sóng. Năm 2005 cùng với Allen Knutson, anh giành giải thưởng Levi L. Conant của Hội Toán học Mĩ, năm 2006 anh được trao giải SASTRA Ramanujan.
Năm 2004, Ben Green và Terence Tao công bố một tiền ấn phẩm chứng minh sự tồn tại của cấp số cộng có độ dài bất kì của các số nguyên tố. Qua đó anh được trao Huy chương Hiệp hội Toán học Úc.
Năm 2006, tại Đại hội Toán học quốc tế lần thứ 25 ở Madrid, anh là một trong những người trẻ nhất, người Úc đầu tiên và là giáo sư đầu tiên của UCLA giành Huy chương Fields. Một bài báo của tạp chí NewScientist viết về anh:
Terence Tao nổi tiếng đến mức mà những nhà toán học tranh nhau lôi cuốn anh về bài toán của mình và trở thành một trong những Ông Thợ-giải-toán cho những người nghiên cứu nản chí. "Nếu bạn bị bế tắc trong một bài toán, một trong những cách giải quyết là tìm cách lôi cuốn Terence Tao," Fefferman nói.
Terrance lọt vào vòng chung khảo của Người Úc xuất sắc nhất năm 2007. Anh là thành viên không thường trực của Học viện khoa học úc và năm 2007 anh được bầu làm thành viên Hội hoàng gia.
Tháng 4 năm 2008, Terrance nhận giải Alan T. Waterman Award ghi nhận các nhà khoa học mới bắt đầu sự nghiệp đã có những đóng góp trong lĩnh vực của mình. Ngoài huy chương, người được giải Waterman còn được nhận 500,000 đô la Mỹ để đầu tư vào nghiên cứu.
Năm 2008, anh được công nhận là giảng viên Lars Onsager cho những đóng góp có chiều sâu, ``chiều rộng và khối lượng chưa từng có trong toán học đương đại". Terrance được tặng huân chương Onsager và giảng bài Lars Onsager có tiêu đề "Cấu trúc và ngẫu nhiên của số nguyên tố" at NTNU, Na Uy.
Năm 2010, Terrance nhận giải King Faisal International Prize cùng với Enrico Bombieri. Cũng trong năm này, anh nhận giải Nemmers toán học.

## Các sách xuất bản
- Solving Mathematical Problems: A Personal Perspective,[23] Oxford University Press, 2006
- Analysis, Vols I and II, Hindustan Book Agency, 2006
- Additive Combinatorics, with Van H. Vu, Cambridge University Press, 2006
- Nonlinear dispersive equations: local and global analysis, CBMS regional series in mathematics, 2006.
- Structure and Randomness: pages from year one of a mathematical blog, American Mathematical Society. 2008
- Poincaré's legacies: pages from year two of a mathematical blog, Vols. I and II, American Mathematical Society, 2009
- An Introduction to Measure Theory, American Mathematical Society, 2011
- An Epsilon of Room, I: Real Analysis: pages from year three of a mathematical blog, American Mathematical Society, 2011 (online version)
- An Epsilon of Room, II: pages from year three of a mathematical blog, American Mathematical Society, 2011 (online version)
- An Introduction to Measure Theory. American Mathematical Society, 2011, (online version)
- Topics in Random Matrix Theory, American Mathematical Society, 2012 (online version)
- Higher-order Fourier Analysis, American Mathematical Society, 2012 (online version)
- Compactness and Contradiction, American Mathematical Society, 2013 (online version)
- Hilbert's Fifth Problem and Related Topics, American Mathematical Society, 2014 (online version)